# Beechcraft Denali
Il Beechcraft Denali è un aereo turboelica monomotore sviluppato dall'azienda aeronautica statunitense Beechcraft e destinato principalmente al mercato dell'aviazione commerciale.

## Sviluppo
Sviluppato dalla Textron Aviation, il progetto, inizialmente denominato Textron SETP (Single Engine Turboprop), fu presentato alla Convention NBAA (National Business Aviation Association) del 2015, ed era volto allo sviluppo di un aereo della stessa categoria del Pilatus PC-12 svizzero e del francese daher-SOCATA TBM.
Il 25 aprile 2016, Textron Aviation presentò, nel proprio stabilimento di Wichita, ai giornalisti il mockup della cabina del suo nuovo turboelica monomotore, rilasciando anche alcune specifiche più precise e altri dettagli inerenti al progetto. Successivamente, fu rilasciato un disegno che evidenziava la configurazione: il velivolo presentava un'ala bassa, coda a T, ed aveva un grande portello di carico sulla fusoliera, a poppa sul lato sinistro.
Il mockup della cabina e il nome, Cessna Denali (dalla controllata Cessna Aircraft furono resi noti al ufficialmente al pubblico allo EAA AirVenture a fine luglio 2016, a Oshkosh, nel Wisconsin.

### Tecnica
Nell'ottobre 2018, tre cellule Denali erano a buon punto nello stabilimento di Wichita, tra cui quella per il prototipo con i relativi comandi e le ali, che sono state assemblate con la tecnica del metal bonding, che aiuta a ridurre il numero di potenziali percorsi di perdita di carburante.
Un'altra tecnica di assemblaggio utilizzata nell'assemblaggio del Denali, già ben collaudata nella produzione dei modelli Citation, è la perforazione automatica, che consente di risparmiare molte ore di lavoro e previene lesioni nei componenti della cellula.
Un'attenta fresatura dei bordi in cui sono fissati insieme i principali elementi e strumenti di posizionamento dei perni, hanno consentito un assemblaggio estremamente preciso della cabina con il muso, del cono di coda e di altre strutture.
Molte parti di grandi dimensioni sono state lavorate in modo monolitico da un'unica billetta di alluminio, come il longherone dell'ala e il portello principale, oppure fresate chimicamente, come il firewall in titanio, riducendo la perforazione e il numero di elementi di fissaggio necessari.
La cabina interna, più grande rispetto agli aerei della stessa categoria, ha un'altezza di 1,47 metri, è larga 1,60 metri e lunga 5,11 metri, ciò consente un maggiore comfort per i passeggeri, che è compreso tra gli 8 e gli 11, a seconda della configurazione interna. Tra le possibilità di configurazione ci sono l'installazione di un piccolo punto ristoro ed una toilette nel vano di poppa, la quale può essere rimossa nel caso si voglia aumentare la capacità di carico.

### Propulsione
Il Denali è spinto da un motore a turboelica di nuova concezione, il General Electric Catalyst, progetto completamente europeo, prodotto da Italia, Polonia, Repubblica Ceca e Germania, in cui l'italiana Avio Aero ha una partecipazione rilevante.
Esso conferisce al Denali una spinta da 1.300 CV che permette all'aereo di raggiungere una velocità massima di 585 km/h. L'elica a cinque pale è in materiale composito ed è prodotta dall'azienda Statunitense McCauley. Essa misura 105 pollici di diametro, ed è a velocità costante con passo reversibile e protezione dal ghiaccio. Inoltre, il Catalyst è il primo motore montato su di un aereo di questa categoria, dotato sia da parti stampate in 3D, sia di un FADEC (Full Authority Digital Engine Control), un sistema automatico di controllo dei parametri e delle prestazioni di un motore aeronautico, il che comporta un netto miglioramento delle prestazioni rispetto ai propulsori della stessa classe, quantificabile in un 20% in meno il consumo di carburante.
Ad inizio estate 2021, il motore Catalyst, che precedentemente aveva già effettuato 2.450 ore di test, fu installato sul velivolo che fu avviato per la prima volta.
A fine agosto 2021, furono conclusi i primi test a terra per verificare la funzionalità del sistema di alimentazione e dello stesso motore.

### Primo volo
Il prototipo del Denali ha effettuato il suo primo volo il 23 novembre 2021. L'aereo, ai cui comandi vi erano il pilota collaudatore senior Peter Grace e il pilota collaudatore capo Dustin Smisor, decollò dall'aeroporto internazionale Eisenhower di Wichita, nel Kansas, alle 08:20 ora locale. Durante il volo, della durata di 2 ore e 50 minuti, l'aereo raggiunse un'altitudine massima di 15.600 piedi (4.750 m), alla velocità massima di 180 nodi (335 km/h).

### Avionica
Per quanto riguarda il cockpit, il Denali è dotato di una suite avionica della statunitense Garmin, la G3000.
Questa comprende:
- tre schermi LCD da 14 pollici;
- due pannelli di controllo touchscreen;
- manetta automatica;
- sistema di visione sintetica;
- Doppio sistema di gestione del volo FMS con doppio ricevitore GPS abilitato alla navigazione WAAS;
- Radar meteorologico;
- Terrain Avoidance Warning System (TAWS-B);
- Traffic Collision and Avoidance System (TCAS I);
- Doppio Attitude and heading reference system;
- Doppio Air data computer;
- Sistema Audio Digitale;

## Velivoli comparabili
Francia
- Daher-SOCATA TBM

 Stati Uniti
- Piper PA-46-500TP Malibu Meridian

 Svizzera
- Pilatus PC-12